# Cocalodes turgidus
Cocalodes turgidus là một loài nhện trong họ Salticidae.
Loài này thuộc chi Cocalodes. Cocalodes turgidus được Fred R. Wanless miêu tả năm 1982.